# ویادانیکا
ویادانیکا (به ایتالیایی: Viadanica) یک کومونه در ایتالیا است که در استان برگامو واقع شده‌است. ویادانیکا ۵٫۴ کیلومتر مربع مساحت و ۱٬۰۹۳ نفر جمعیت دارد و ۳۳۶ متر بالاتر از سطح دریا واقع شده‌است.